# كاميليا زيتية
نشأ نبات الكاميليا الزيتية في الصين، وتُعد البذور مصدرًت هاما لاستخلاص زيت الطعام (المعروف باسم زيت الشاي أو زيت الكاميليا).  ويسمى أيضاً زيت بذرة الكاميليا أو زيت شاى الكاميليا، وتستخدم أنواع أخرى من الكاميليا في إنتاج الزيوت ولكن بصوره أقل .
تزرع الكاميليا في الصين على نطاق واسع، وتنتشر في الغابات وضفاف الأنهار والسفوح على ارتفاع يُراوَح بين 500 و 1300 متر.
يتشابه هذا الجنس إلى حد كبير  مع كاميليا ساسانكوا باستثناء اللون الأخضر الداكن، والأوراق الدائمة الخضرة أكبر قليلا، حيث يزيد طولها من ثلاث إلى خمس بوصات وعرضها من 2 إلى 3 بوصات. تُنتج زهور بيضاء أحادية عطرة من منتصف إلى أواخر الخريف، وتصل هذه الشجيرة الكبيرة أو الشجرة الصغيرة إلى ارتفاع 20 قدم بجانب الجذوع والأغصان الرفيعة المتشابكه. يُشكل التاج زهرية مستديرة أو بيضوية عند إزاله الفروع السفلى.